# ایبل
ایبل (به آلمانی: Aibl) یک سکونتگاه مسکونی در اتریش است که در Deutschlandsberg District واقع شده‌است.

## خصوصیات
ایبل ۴۰٫۷ کیلومترمربع مساحت دارد ۴۷۰ متر بالاتر از سطح دریا واقع شده‌است.